# سركيس كارابتيان (لاعب كرة قدم)
سركيس كارابتيان (بالأرمنية: Սարգիս Կարենի Կարապետյան)‏ هو لاعب كرة قدم أرميني في مركز الوسط، ولد في 24 أبريل 1990 في يريفان في أرمينيا. شارك مع منتخب أرمينيا لكرة القدم. أما مع النوادي، فقد لعب مع أرارات يريفان ونادي بانانتس ونادي ميكا.

## وصلات خارجية
- سركيس كارابتيان (لاعب كرة قدم) على موقع قاعدة بيانات كرة القدم.إي يو (الإنجليزية)
- سركيس كارابتيان (لاعب كرة قدم) على موقع ناشيونال فوتبول تيمز (الإنجليزية)
- سركيس كارابتيان (لاعب كرة قدم) على موقع Soccerway.com (الإنجليزية)